# Нило Муртињо Брага
Нило Муртињо Брага, најпознатији као Нило (Рио де Жанеиро, 3. априла 1903. – Рио де Жанеиро, 7. фебруара 1975)  био је бразилски нападач.